# Данилюк, Александр Николаевич
Александр Николаевич Данилюк (род. 20 июня 1973, Краснодарский край) — председатель Смоленского городского Совета (с 30 апреля 2010 по 9 сентября 2010); глава города Смоленска — председатель Смоленского городского Совета (с 9 сентября 2010 по 28 июня 2013).

## Биография
В 1995 году окончил Ставропольское высшее авиационное инженерное училище ПВО им. Маршала авиации В. А. Судца, квалификация инженер-электромеханик. В 1990—2001 годах служил в Вооружённых Силах СССР, РФ.
В 2001 году окончил Московский психолого-социальный институт, квалификация — юрист. В 2002—2007 годах работал на руководящих должностях в организациях города Смоленска. С 2007 по 2010 год — генеральный директор ООО «Управляющая компания».
30 апреля 2010 года на очередной 3-й сессии Смоленского городского Совета IV созыва избран председателем Смоленского городского Совета. 9 сентября 2010 года на 12-й внеочередной сессии Смоленского городского Совета IV созыва избран главой города Смоленска.
28 января 2011 на 20-й сессии были избраны:
- Первый заместитель председателя Смоленского городского Совета — заместитель Главы Города — Левант, Дмитрий Яковлевич
- Заместитель Главы города по Промышленному р-ну Смоленска — Щебетков, Сергей Александрович
- Заместитель Главы города по Заднепровскому р-ну Смоленса — Виноградов, Владимир Николаевич

Член «Единой России».
28 мая 2013 года в отношении Александра Данилюка было возбуждено уголовное дело о превышении должностных полномочий.
1 июля решением депутатов Смоленского городского совета отправлен в отставку с поста Главы города Смоленска и председателя Смоленского городского Совета.